# قائمة مطارات ألمانيا
هذه قائمة مطارات ألمانيا.

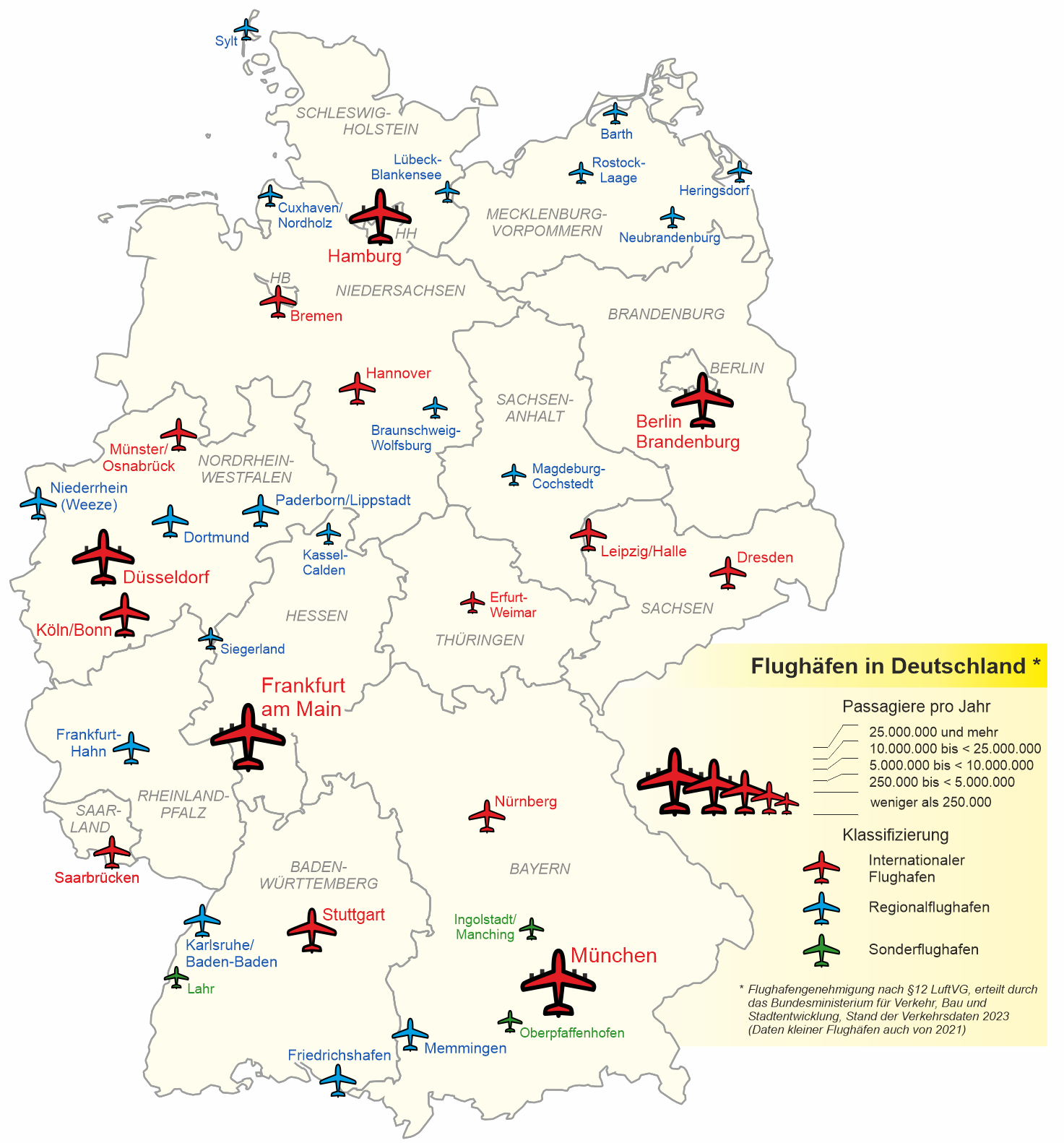
مواقع أهم مطارات ألمانيا

جمهورية ألمانيا الاتحادية، هي دولة تقع في وسط وشمال أوروبا. يحدها من الشمال بحر الشمال، الدنمارك وبحر البلطيق،و من الشرق بولندا والتشيك،و من الجنوب النمسا وسويسرا،و من الغرب فرنسا، لوكسمبورغ، بلجيكا، و هولندا . ألمانيا هي جمهورية اتحادية تتألف من 16 ولاية.و عاصمتها برلين.
و هذه هي قائمة المطارات لم نذكر المطارات الصغيرة الداخلية:
- مطار برلين تيجيل الدولي
- مطار برلين شونفيلد
- مطار برلين تمبلهوف
- مطار فرانكفورت
- مطار شتوتقارت الدولي
- مطار ميونخ الدولي
- مطار كولونيا بون الدولي
- مطار هانوفر لانغنهاغن
- مطار برلين براندنبرغ
- مطار هامبورغ
- مطار هامبورغ فينكنواردر
- مطار كارلسروه بادن بادن
- مطار نورمبرغ
- مطار دورتموند
- مطار فرانكفورت هاهن
- مطار دوسيلدورف